# Susana Caldas
Susana Caldas Lemaitre (Cartagena, 5 de abril de 1964) es una arquitecta y exreina de belleza colombiana de ascendencia francesa. Es reconocida por haber sido Señorita Colombia en el año 1983 y haber quedado como cuarta finalista en el Miss Universo 1984.

## Carrera
Caldas nació en la ciudad de Cartagena, Bolívar, teniendo ascendencia francesa por parte de su familia materna, de donde proviene su segundo apellido Lemaitre, el cual en francés significa «Maestro». Caldas representó al departamento de Bolívar en el Concurso Nacional de Belleza en 1983, alzándose con la corona en el certamen. Su departamento no lograba un título desde el año 1961 con Sonia Heidman. En el año 1984 representó a su país en Miss Universo, donde figuró en la destacada posición de cuarta finalista. El certamen fue ganado por la sueca Yvonne Ryding. Ese mismo año, Susana entregó la corona a su prima Sandra Borda Caldas, también representante del departamento de Bolívar.
Al finalizar su reinado, Caldas decidió alejarse de la vida pública, después de modelar por un tiempo. Cursó estudios de arquitectura y se desempeñó laboralmente en esa rama. Está casada con el empresario Rafael del Castillo desde 1986. La pareja tiene tres hijos.